# Venera 1
Venera 1 (ryska: Венера-1) var den första interplanetariska rymdsonden och hade som mål Venus. Den sköts upp den 12 januari 1961 av Sovjetunionen och passerade Venus den 19 maj samma år. Venera 1 var det andra uppdraget i Veneraprogrammet.
Venera 1 var en viktig milstolpe i hur rymdsonder designades. Under merparten av sin flygning var spinnet (rotationen) stabiliserad. Detta var den första rymdsond som gjorde korrigeringar under dess flygtid, genom att gå in i 3-axelstabilisering, fixerad på solen och stjärnan Canopus. Om den hade nått Venus hade den gått in i en annan typ av stabilisering, med fixeringen på solen och jorden, och för första gången använt en parabolantenn för att sända data.

## Instrument
Venera 1 hade en massa på 643,5 kg och bestod av en cylinderformad kropp, cirka 2 meter lång, 1 meter i diameter med en kupol på toppen. Det interna trycket var 1,2 atmosfärer av torrt kväve och interna fläktar upprätthöll jämn distribution av värme. 
Två solpaneler sträcktes från cylindern och laddade batterierna. En två meter parabolantenn var avsedd att skicka data från Venus till jorden på 922,8 MHz. En annan 2,4 meter lång antenn användes för att överföra data under tiden då farkosten fortfarande var nära jorden.
Rymdsonden bar med sig flera vetenskapliga instrument: en magnetometer fäst på antennen, två jonfångare för att mäta solvinden, Mikrometeoroid-detektorer, och Geigermätare och en natriumjod-scintillator för mätningar av den kosmiska strålningen. Ett experiment fastsatt på en av solpanelerna mätte temperaturen på den experimentella ytbeläggningen. Infraröda och/eller ultravioletta radiomätare kan också ha funnits på rymdsonden. I cylindern fanns det en KDU-414-motor för korrigeringar under flygningen.

## Uppdraget

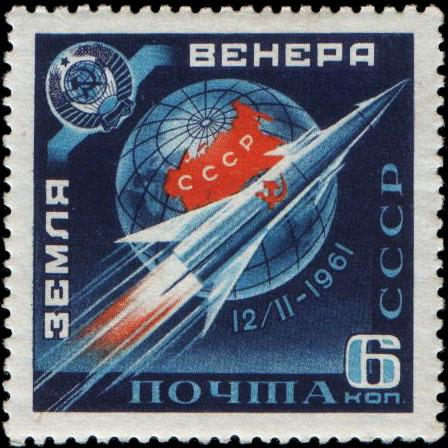
Venera 1 på ett frimärke

Man sköt upp Venera 1 i två steg, först placerade man ut den 7 ton tunga Sputnik 8 i bana runt jorden med en Molnijaraket. Från en 229 × 282 km bana sköts Venera 1 mot Venus med en fyrstegsmotor. Detta var första gången man testade denna mycket effektiva metod att göra uppskjutningar i omloppsbana. 
Tre framgångsrika telemetriska sessioner gjordes, vilka samlade in data om solvinden och den kosmiska strålningen nära jorden, vid jordens magnetopaus, och den 19 februari på ett avstånd av 1 900 000 km. Efter upptäckten av solvinden med Luna 2, skaffade Venera 1 de första bevisen för att denna plasma var konstant närvarande i djuprymden. Sju dagar senare gjordes nästa planerade telemetriska session, men den misslyckades.
Mellan den 19 och 20 maj 1961 passerade Venera 1 Venus på omkring 100 000 km avstånd och gick in i en heliocentrisk bana. Med hjälp av det brittiska radioteleskopet vid Jodrell Bank, kan några svaga signaler ha fångats upp från Venera 1 i juni. Sovjetiska ingenjörer tror att Venera 1 misslyckades på grund av överhettning av en sol-sökarsensor.

### Fotnoter
1. ↑  ”NASA Space Science Data Coordinated Archive” (på engelska). NASA. https://nssdc.gsfc.nasa.gov/nmc/spacecraft/display.action?id=1961-003A. Läst 26 mars 2020.